# Penelope jacucaca
Penelope jacucaca là một loài chim trong họ Cracidae.